# Dorstadt
Dorstadt település Németországban, azon belül Alsó-Szászország tartományban. Lakosainak száma 685 fő (2023. december 31.). Dorstadt Flöthe és Börßum községekkel határos.

## Népesség
A település népességének változása:
| Lakosok száma | 693  | 698  | 704  | 705  | 685  | 691  | 685  |
|               | 2015 | 2016 | 2017 | 2019 | 2021 | 2022 | 2023 |